# San Nicolás Tepoxtitlán
San Nicolás Tepoxtitlán är en ort i Mexiko.   Den ligger i kommunen Atexcal och delstaten Puebla, i den sydöstra delen av landet, 190 km sydost om huvudstaden Mexico City. San Nicolás Tepoxtitlán ligger 1 958 meter över havet och antalet invånare är 171.
Terrängen runt San Nicolás Tepoxtitlán är varierad. Runt San Nicolás Tepoxtitlán är det mycket glesbefolkat, med 3 invånare per kvadratkilometer. Närmaste större samhälle är San Juan Ixcaquixtla, 18,0 km nordväst om San Nicolás Tepoxtitlán. Trakten runt San Nicolás Tepoxtitlán består i huvudsak av gräsmarker.